# Angera
Angera (lombardul: Ingera) település Olaszországban, Varese megyében. Lakosainak száma 5391 fő (2023. január 1.). Angera Cadrezzate con Osmate, Ispra, Meina, Ranco, Sesto Calende, Taino, Dormelletto és Arona községekkel határos.

## Népesség
A település népességének változása:
| Lakosok száma | 5607 | 5583 | 5546 | 5391 |
|               | 2015 | 2017 | 2018 | 2023 |